# Romanzi a fumetti di Heroes
I romanzi a fumetti della serie televisiva Heroes sono le storie a fumetti distribuite online, parallelamente alla distribuzione televisiva della serie.
I singoli numeri venivano pubblicati sul sito della NBC ogni volta che un episodio veniva trasmesso, ispirandosi all'episodio stesso o alla serie in generale. Ogni numero conteneva inoltre un easter egg.
Scritti dai creatori della serie e disegnati dalla Aspen Comics, sono lunghi generalmente 7-8 pagine ed erano disponibili in formato pdf e flash. Segue l'elenco di tutti i numeri pubblicati.
Furono poi pubblicati, fino il n.80, in due volumi cartacei dalla WildStorm, etichetta della DC Comics.

## Prima stagione
I fumetti pubblicati durante la prima stagione di Heroes e nell'estate che ha preceduto la seconda.
| N° | Titolo                                          | Data di uscita | Storia                               | Disegni                         | Easter Egg                                                             |
| -- | ----------------------------------------------- | --- | ------------------------------------ | ------------------------------- | ---------------------------------------------------------------------- |
| 1  | Monsters                                        | 25 settembre 2006 | Aron Coleite                         | Michael Turner e Koi Turnbull   | Schizzi in lavorazione di The Crane                                    |
| 1  | Monsters                                        | È un breve riepilogo del triangolo fra Mohinder, suo padre e HRG. |                                      |                                 |                                                                        |
| 2  | The Crane                                       | 2 ottobre 2006 | Aron Coleite                         | Micah Gunnell                   | Schizzi in lavorazione di Trial By Fire                                |
| 2  | The Crane                                       | È il seguito del secondo episodio: Hiro, dopo essere tornato a Tokyo, non può fare a meno di ripensare alla bomba atomica di Hiroshima, e si viene a sapere che il suo nome gli è stato dato dal padre proprio in memoria di quella tragedia. Sentendosi in dovere di compiere un sacrificio, fabbrica uccelli di carta con il primo numero di Action Comics dove compare Superman (cimelio molto prezioso) e con essi adorna un monumento ai caduti in un parco della città. |                                      |                                 |                                                                        |
| 3  | Trial By Fire                                   | 9 ottobre 2006 | Chuck Kim                            | Marcus To                       | Video della campagna elettorale di Nathan Petrelli                     |
| 3  | Trial By Fire                                   | Nathan si cimenta nel salvataggio di una donna da un palazzo in fiamme grazie al volo. Curiosamente la donna voleva votare il suo avversario politico alle elezioni. |                                      |                                 |                                                                        |
| 4  | Aftermath                                       | 16 ottobre 2006 | Joe Pokaski                          | Micah Gunnell                   | La pagina di MySpace di Claire Bennet                                  |
| 4  | Aftermath                                       | Seguito del quarto episodio. Claire salva il compagno Brody dall'auto in fiamme e vuole tornare ad una vita normale il prima possibile, ma Brody sembra aver scoperto il suo segreto. |                                      |                                 |                                                                        |
| 5  | Snapshots                                       | 23 ottobre 2006 | Joe Pokaski                          | Marcus To                       | Il sito della Nissan Versa                                             |
| 5  | Snapshots                                       | Come D.L. Hawnkins, dichiaratosi innocente, sia evaso di galera dopo l'arresto, intenzionato a rivedere Micah e Niki. |                                      |                                 |                                                                        |
| 6  | Stolen Time                                     | 30 ottobre 2006 | Joe Pokaski                          | Marcus To                       | Disegno premonitore su Peter                                           |
| 6  | Stolen Time                                     | È un flashback dedicato al giorno in cui Niki rubò i soldi del signor Linderman dopo aver ucciso tutta la banda di D.L. |                                      |                                 |                                                                        |
| 7  | Control                                         | 6 novembre 2006 | Oliver Grigsby                       | Micah Gunnell                   | Disegno premonitore su Sylar                                           |
| 7  | Control                                         | Seguito del settimo episodio. Mentre ripensa ai recenti fatti riguardanti il suo matrimonio, Matt ferma un rapinatore in fuga su un'auto sportiva. |                                      |                                 |                                                                        |
| 8  | Isaac's First Time                              | 13 novembre 2006 | Aron Coleite                         | Micah Gunnell                   | Disegno premonitore su Hiro e Ando                                     |
| 8  | Isaac's First Time                              | Seguito dell'ottavo episodio. Isaac racconta ad Eden della prima occasione in cui si manifestò il suo potere. |                                      |                                 |                                                                        |
| 9  | Life Before Eden                                | 20 novembre 2006 | Pierluigi Cothran                    | Marcus To                       | Foto di Hayden Panettiere e Milo Ventimiglia sul set del nono episodio |
| 9  | Life Before Eden                                | Narra delle infelici origini di Eden e di quando si manifestò il suo potere per la prima volta. |                                      |                                 |                                                                        |
| 10 | Turning Point                                   | 27 novembre 2006 | Christopher Zatta                    | Micah Gunnell e Marcus To       | Foto di Clea DuVall e Greg Grunberg sul set                            |
| 10 | Turning Point                                   | Una storia di Audrey (agente FBI collega di Matt) intenta a dare la caccia a Sylar. |                                      |                                 |                                                                        |
| 11 | Fathers e Daughters                             | 4 dicembre 2006 | Andrew Chambliss                     | Travis Kotzebue e Micah Gunnell | Disegno di un uomo in fiamme                                           |
| 11 | Fathers e Daughters                             | Mr. Bennet (HRG) visita il padre di Eden per comunicargli della morte di sua figlia. |                                      |                                 |                                                                        |
| 12 | Super-Heroics                                   | 11 dicembre 2006 | Harrison Wilcox                      | Micah Gunnell                   | Foto di Milo Ventimiglia (Peter) sul set                               |
| 12 | Super-Heroics                                   | Peter continua con le sue visioni mentre giace in coma. |                                      |                                 |                                                                        |
| 13 | Wireless, Part 1                                | 25 dicembre 2006 | Aron Coleite                         | Micah Gunnell e Phil Jimenez    | Foto di Hayden Panettiere (Claire) e Milo Ventimiglia (Peter) sul set  |
| 13 | Wireless, Part 1                                | Introduce un nuovo personaggio, Hana Gitelman |                                      |                                 |                                                                        |
| 14 | Wireless, Part 2                                | 1º gennaio 2007 | Aron Coleite e Joe Pokaski           | Micah Gunnell                   | Foto di Adrian Pasdar (Nathan) e Milo Ventimiglia (Peter) sul set      |
| 14 | Wireless, Part 2                                | Mr. Bennet/HRG assume Hana nella sua organizzazione. |                                      |                                 |                                                                        |
| 15 | Wireless, Part 3                                | 8 gennaio 2007 | Aron Coleite e Joe Pokaski           | Micah Gunnell                   | Foto sul set di Adrian Pasdar e Milo Ventimiglia                       |
| 15 | Wireless, Part 3                                | Hana compie la sua prima missione. |                                      |                                 |                                                                        |
| 16 | Wireless, Part 4                                | 16 gennaio 2007 | Aron Coleite e Joe Pokaski           | Micah Gunnell                   | Foto del cast alla premiazione dei Golden Globe                        |
| 16 | Wireless, Part 4                                | Hana scopre una terribile verità e prende una decisione importante. |                                      |                                 |                                                                        |
| 17 | How Do You Stop an Exploding Man Pt. 1          | 22 gennaio 2007 | Jesse Alexander e Aron Eli Coleite   | Travis Kotzebue                 | Foto sul set di Santiago Cabrera                                       |
| 17 | How Do You Stop an Exploding Man Pt. 1          | Ted Sprague in Montana alla ricerca della verità. |                                      |                                 |                                                                        |
| 18 | How Do You Stop an Exploding Man Pt.2           | 29 gennaio 2007 | Jesse Alexander e Aron Eli Coleite   | Travis Kotzebue                 | Foto sul set di George Takei                                           |
| 18 | How Do You Stop an Exploding Man Pt.2           | Ted Sprague incontra qualcuno che vuole aiutarlo. |                                      |                                 |                                                                        |
| 19 | Bully                                           | 6 febbraio 2007 | Chuck Kim                            | Micah Gunnell                   | Foto sul set di Masi Oka                                               |
| 19 | Bully                                           | Micah a scuola affronta alcuni bulli che insultano sua mamma. |                                      |                                 |                                                                        |
| 20 | Road Kill                                       | 13 febbraio 2007 | Joe Pokaski                          | Jason Badower                   | Foto di Jack Coleman sul set.                                          |
| 20 | Road Kill                                       | Ripercorre l'operare di Sylar dalla sua fuga sino all'incontro con Zane Taylor nell'episodio 15 |                                      |                                 |                                                                        |
| 21 | The Path of the Righteous                       | 20 febbraio 2007 | Aron Coleite                         | Staz Johnson                    | Foto sul set di Ali Larter                                             |
| 21 | The Path of the Righteous                       | Hana abbandona Matt e Ted e sceglie un nuovo percorso da seguire. |                                      |                                 |                                                                        |
| 22 | Hell's Angel                                    | 27 febbraio 2007 | Jesse Alexander                      | Michael Gaydos                  | Foto di Greg Grunberg sul set.                                         |
| 22 | Hell's Angel                                    | Racconta del salvataggio di Claire avvenuto 14 anni prima. |                                      |                                 |                                                                        |
| 23 | Family Man                                      | 6 marzo 2007 | Jesse Alexander                      | Staz Johnson                    | Blog di Hana Gitelman.                                                 |
| 23 | Family Man                                      | Noah Bennet volta le spalle alla Compagnia per proteggere la sua famiglia. |                                      |                                 |                                                                        |
| 24 | War Buddies, Part 1: The Lonestar File          | 13 marzo 2007 | Mark Warshaw                         | Steven Lejeune                  | Blog di Hana Gitelman.                                                 |
| 24 | War Buddies, Part 1: The Lonestar File          | Le ricerche di Hana Gitelman. |                                      |                                 |                                                                        |
| 25 | War Buddies, Part 2: Unknown Soldiers           | 19 marzo 2007 | Andrew Chambliss & Pierluigi Cothran | Adam Archer                     | Foto sul set di Isaac Mendez.                                          |
| 25 | War Buddies, Part 2: Unknown Soldiers           | Hana Gitelman legge un report di una missione nella guerra del Vietnam. |                                      |                                 |                                                                        |
| 26 | War Buddies, Part 3: Unknown Soldiers           | 26 marzo 2007 | DJ Doyle                             | Adam Archer                     | Foto sul set di Ali Larter.                                            |
| 26 | War Buddies, Part 3: Unknown Soldiers           | Dallas e Austin trovano l'aereo caduto. |                                      |                                 |                                                                        |
| 27 | War Buddies, Part 4: No Turning Back            | 4 aprile 2007 | Timm Keppler                         | Jason Badower                   | Foto sul set di Sendhil Ramamurthy e Zachary Quinto.                   |
| 27 | War Buddies, Part 4: No Turning Back            | Dallas e Austin scoprono l'abilità Au-Co. |                                      |                                 |                                                                        |
| 28 | War Buddies, Part 5: Introductions              | 9 aprile 2007 | Harrison Wilcox & Oliver Grigsby     | Jason Badower                   | Foto sul set di Malcolm McDowell.                                      |
| 28 | War Buddies, Part 5: Introductions              | Le identità di Dallas e Austin vengono svelate. |                                      |                                 |                                                                        |
| 29 | War Buddies, Part 6: Call to Arms               | 16 aprile 2007 | Mark Warshaw                         | Staz Johnson                    | Blog di Hana Gitelman.                                                 |
| 29 | War Buddies, Part 6: Call to Arms               | Hana Gitelman scopre un complotto. |                                      |                                 |                                                                        |
| 30 | String Theory                                   | 23 aprile 2007 | Joe Pokaski                          | Staz Johnson                    | Pagina finale in alta qualità del capitolo precedente, senza testo.    |
| 30 | String Theory                                   | Future Hiro racconta gli istanti prima, durante e dopo che Hiro dà il messaggio a Peter: "Save the Cheerleader, Save the World". |                                      |                                 |                                                                        |
| 31 | Walls, Part 1                                   | 1º maggio 2007 | Joe Pokaski                          | Tom Grummett                    | Foto sul set di Hayden Panettiere.                                     |
| 31 | Walls, Part 1                                   | Nel futuro Hiro e Peter aiutano Niki Sanders a scappare dalla prigione. |                                      |                                 |                                                                        |
| 32 | Walls, Part 2                                   | 8 maggio 2007 | Joe Pokaski                          | Michael Gaydos                  | Foto sul set di Zachary Quinto.                                        |
| 32 | Walls, Part 2                                   | Hiro, Peter e Niki lottano contro gli heroes della prigione. |                                      |                                 |                                                                        |
| 33 | The Death of Hana Gitelman, Part 1              | 15 maggio 2007 | Aron Eli Coleite                     | Jason Badower                   | Foto sul set di Milo Ventimiglia e Hayden Panettiere.                  |
| 33 | The Death of Hana Gitelman, Part 1              | Hana Gitelman intraprende una missione per disattivare un dispositivo di tracciamento. |                                      |                                 |                                                                        |
| 34 | The Death of Hana Gitelman, Part 2              | 22 maggio 2007 | Aron Eli Coleite                     | Jason Badower                   | Foto sul set di Hayden Panettiere.                                     |
| 34 | The Death of Hana Gitelman, Part 2              | Hana Gitelman continua la sua missione. |                                      |                                 |                                                                        |
| 35 | It Takes a Village, Part 1                      | 29 maggio 2007 | Joe Kelly                            | Michael Gaydos                  | Foto sul set di Milo Ventimiglia, Adrian Pasdar e Hayden Panettiere.   |
| 35 | It Takes a Village, Part 1                      | L'haitiano ricorda suo padre. |                                      |                                 |                                                                        |
| 36 | It Takes a Village, Part 2                      | 5 giugno 2007 | Joe Kelly                            | Staz Johnson                    | Foto sul set di Ali Larter.                                            |
| 36 | It Takes a Village, Part 2                      | L'haitino ricorda la prima volta che ha usato i suoi poteri. |                                      |                                 |                                                                        |
| 37 | It Takes a Village, Part 3                      | 12 giugno 2007 | Joe Kelly                            | Tom Grummett                    | Foto sul set di Jack Coleman e Jimmy Jean-Louis.                       |
| 37 | It Takes a Village, Part 3                      | L'haitiano e suo padre fanno un viaggio per penitenza. |                                      |                                 |                                                                        |
| 38 | It Takes a Village, Part 4                      | 19 giugno 2007 | Joe Kelly                            | Staz Johnson                    | Foto sul set di Ali Larter.                                            |
| 38 | It Takes a Village, Part 4                      | L'haitiano conosce il prezzo dei suoi errori. |                                      |                                 |                                                                        |
| 39 | Betty, Part 1                                   | 27 giugno 2007 | Joe Casey                            | Ryan Odagawa                    | Foto sul set di Sendhil Ramamurthy e Greg Grunberg.                    |
| 39 | Betty, Part 1                                   | Un "heroes" apprende i suoi poteri. |                                      |                                 |                                                                        |
| 40 | Betty, Part 2                                   | 7 luglio 2007 | Joe Casey                            | Ryan Odagawa                    | Foto sul set di Jack Coleman e Hayden Panettiere.                      |
| 40 | Betty, Part 2                                   | Betty usa i suoi poteri sugli studenti. |                                      |                                 |                                                                        |
| 41 | Betty, Part 3                                   | 10 luglio 2007 | Joe Casey                            | Ryan Odagawa                    | Foto sul set di Milo Ventimiglia.                                      |
| 41 | Betty, Part 3                                   | Le azioni di Betty hanno conseguenze inaspettate. |                                      |                                 |                                                                        |
| 42 | Betty, Part 4                                   | 17 luglio 2007 | Joe Casey                            | Ryan Odagawa                    | Foto sul set di Masi Oka.                                              |
| 42 | Betty, Part 4                                   | Betty decide di vendicarsi. |                                      |                                 |                                                                        |
| 43 | Golden Handshake, Part 1: Man Overboard         | 24 luglio 2007 | Steven T. Seagle & Duncan Rouleau    | Michael Gaydos                  | Foto sul set di Jack Coleman e Hayden Panettiere.                      |
| 43 | Golden Handshake, Part 1: Man Overboard         | un vecchio cado di Haram, il primo partner di Cluade, l'uomo invisibile. |                                      |                                 |                                                                        |
| 44 | Golden Handshake, Part 2: An American in Paris  | 31 luglio 2007 | Steven T. Seagle & Duncan Rouleau    | Tom Grummett                    | Foto sul set di Masi Oka.                                              |
| 44 | Golden Handshake, Part 2: An American in Paris  | Claude e Haram indagano sui loro sospetti. |                                      |                                 |                                                                        |
| 45 | Golden Handshake, Part 3: One More for the Road | 7 agosto 2007 | Steven T. Seagle & Duncan Rouleau    | Michael Gaydos                  | Foto sul set di Zachary Quinto.                                        |
| 45 | Golden Handshake, Part 3: One More for the Road | Un heroes cerca di scappare. |                                      |                                 |                                                                        |
| 46 | Glden Handshake, Part 4: Severance Pay          | 14 agosto 2007 | Steven T. Seagle & Duncan Rouleau    | Michael Gaydos                  | Foto sul set di Masi Oka.                                              |
| 46 | Glden Handshake, Part 4: Severance Pay          | L'inseguimento si conclude con una lotta pericolosa. |                                      |                                 |                                                                        |
| 47 | Heroism Is Found in the Heart, Part 1           | 21 agosto 2007 | Christopher Zatta                    | Ryan Odagawa                    | Foto sul set di Missi Pyle.                                            |
| 47 | Heroism Is Found in the Heart, Part 1           | Ando Masahashi cerca la sorella di Hiro. |                                      |                                 |                                                                        |
| 48 | Heroism Is Found in the Heart, Part 2           | 28 agosto 2007 | Christopher Zatta                    | Ryan Odagawa                    | Immagine promozionale di Saemi Nakamura.                               |
| 48 | Heroism Is Found in the Heart, Part 2           | Ando Masahashi prova a proteggere la sorella di Hiro. |                                      |                                 |                                                                        |
| 49 | Blackout, Part 1                                | 4 settembre 2007 | Mark Sable                           | Jason Badower                   | Foto sul set di Sendhil Ramamurthy.                                    |
| 49 | Blackout, Part 1                                | Mohinder si reca in un ospedale per le ricerche del padre. |                                      |                                 |                                                                        |
| 50 | Blackout, Part 2                                | 11 settembre 2007 | Mark Sable                           | Jason Badower                   | Foto sul set di Erick Avari.                                           |
| 50 | Blackout, Part 2                                | Mohinder trova la causa del blackout. |                                      |                                 |                                                                        |
| 51 | Maya y Alejandro                                | 18 settembre 2007 | Mark Warshaw                         | Ryan Odagawa                    | Foto sul set di Santiago Cabrera e Tawny Cypress.                      |
| 51 | Maya y Alejandro                                | Due nuovi personaggi sono ricercati per omicidio |                                      |                                 |                                                                        |

## Seconda stagione
I fumetti pubblicati durante la seconda stagione di Heroes e nell'estate che ha preceduto la terza.
| N°                | Titolo                                      | Data di uscita                                                      | Storia                        | Disegni           | Easter Egg                               |
| ----------------- | ------------------------------------------- | ------------------------------------------------------------------- | ----------------------------- | ----------------- | ---------------------------------------- |
| 52                | Flying Blind                                | 25 settembre 2007                                                   | Christine Boylan              | Tom Grummett      | Foto sul set di Masi Oka e David Anders  |
| 52                | Flying Blind                                | Introduzione di una compagna di Claire.                             |                               |                   |                                          |
| 53                | The Crossroads                              | 2 ottobre 2007                                                      | Joe Kelly                     | Michael Gaydos    | Foto sul set di Lestat.                  |
| 53                | The Crossroads                              | Cosa ha fatto l'haitiano dopo aver lasciato Haiti.                  |                               |                   |                                          |
| 54                | Petrified Lightning                         | 9 ottobre 2007                                                      | Christine Boylan              | Michael Gaydos    | Foto sul set di Milo Ventimiglia.        |
| 54                | Petrified Lightning                         | Peter Petrelli conosce il tale di Cúchulainn.                       |                               |                   |                                          |
| Bonus             | The Rogue'                                  | 15 ottobre 2007                                                     | Mark Warshaw                  | Ryan Odagawa      | Foto di Shalim Ortiz                     |
| Bonus             | The Rogue'                                  | Derek ruba l'auto di Claire.                                        |                               |                   |                                          |
| 55                | The Trial of the Black Bear                 | 16 ottobre 2007                                                     | Chuck Kim                     | Tom Grummett      | Foto sul set di David Anders.            |
| 55                | The Trial of the Black Bear                 |                                                                     |                               |                   |                                          |
| 56                | Molly's Dream                               | 23 ottobre 2007                                                     | Harrison Wilcox               | Ryan Odagawa      | Foto sul set di Adrian Pasdar.           |
| 56                | Molly's Dream                               | Uno dei sogni di Molly.                                             |                               |                   |                                          |
| 57                | Team Building Exercise                      | 30 ottobre 2007                                                     | Pierluigi Cothran             | Travis Kotzebue   | Foto sul set di Hayden Panettiere.       |
| 57                | Team Building Exercise                      | La prima missione di Noah nella Compagnia.                          |                               |                   |                                          |
| Interactive Novel | The Last Shangri-La                         | 4 novembre 2007                                                     | Yule Caise                    | Ryan Odagawa      | Nessuno                                  |
| Interactive Novel | The Last Shangri-La                         |                                                                     |                               |                   |                                          |
| 58                | Quarantine                                  | 6 novembre 2007                                                     | Jim Martin                    | Marcus To         | Foto sul set di Sendhil Ramamurthy.      |
| 58                | Quarantine                                  |                                                                     |                               |                   |                                          |
| 59                | Man on Fire                                 | 13 novembre 2007                                                    | Timm Keppler                  | Michael Gaydos    | Foto sul set di Greg Grunberg.           |
| 59                | Man on Fire                                 | D.L. diventa un altro tipo di eroe.                                 |                               |                   |                                          |
| 60                | Revolutionary War, Part 1: Pursuit          | 20 novembre 2007                                                    | DJ Doyle                      | Tom Grummett      | Foto sul set di Milo Ventimiglia.        |
| 60                | Revolutionary War, Part 1: Pursuit          | Adam Monroe inizia la sua sfida.                                    |                               |                   |                                          |
| 61                | Revolutionary War, Part 2: Pursuit          | 27 novembre 2007                                                    | Oliver Grigsby                | Tom Grummett      | Foto sul set di Adam Monroe.             |
| 61                | Revolutionary War, Part 2: Pursuit          | Adam Monroe impara una lezione da Evan.                             |                               |                   |                                          |
| 62                | Special                                     | 4 dicembre 2007                                                     | Joe Pokaski                   | Michael Gaydos    | Foto di Hayden Panettiere.               |
| 62                | Special                                     | Il rapimento di West.                                               |                               |                   |                                          |
| 63                | Elle's First Assignment, Part 1             | 11 dicembre 2007                                                    | Chuck Kim                     | Ryan Odagawa      | Foto sul set di Kristen Bell.            |
| 63                | Elle's First Assignment, Part 1             | La prima missione di Elle Bishop.                                   |                               |                   |                                          |
| 64                | Elle's First Assignment, Part 2             | 18 dicembre 2007                                                    | Chuck Kim                     | Ryan Odagawa      | Foto sul set di Kristen Bell.            |
| 64                | Elle's First Assignment, Part 2             | Elle continua la sua missione.                                      |                               |                   |                                          |
| 65                | Normal Lives                                | 25 dicembre 2007                                                    | Chuck Kim                     | Micah Gunnell     | Foto di Jack Coleman.                    |
| 65                | Normal Lives                                | Noah prova ad avere una vita normale.                               |                               |                   |                                          |
| 66                | Takezo Kensei                               | 31 dicembre 2007                                                    | Chuck Kim                     | Peter Steigerwall | Foto di David Anders.                    |
| 66                | Takezo Kensei                               | Adam racconta i suoi amori.                                         |                               |                   |                                          |
| 67                | The Golden Goose                            | 8 gennaio 2008                                                      | John O'Hara                   | Michael Gaydos    | Foto di Stephen Tobolowsky.              |
| 67                | The Golden Goose                            | In Bhutan, Richard Drucker ha una visita.                           |                               |                   |                                          |
| 68                | The Man with Too Much Brains                | 15 gennaio 2008                                                     | Carrie Wagner and John O'Hara | Tom Grummett      | Foto di Milo Ventimiglia.                |
| 68                | The Man with Too Much Brains                | Introduzione di Matt Neuenberg.                                     |                               |                   |                                          |
| 69                | Hana and Drucker's Plot Discovered          | 22 gennaio 2008                                                     | R.D. Hall                     | Tom Grummett      | Foto di Kristin Bell.                    |
| 69                | Hana and Drucker's Plot Discovered          | Matt Neuenberg in Bhutan.                                           |                               |                   |                                          |
| 70                | The End of Hana and Drucker                 | 29 gennaio 2008                                                     | R.D. Hall                     | Tom Grummett      | Foto di Greg Grunberg.                   |
| 70                | The End of Hana and Drucker                 | Matt Neuenberg è costretto a scaricare il database della compagnia. |                               |                   |                                          |
| 71                | History of a Secret                         | 5 febbraio 2008                                                     | John O'Hara and Carrie Wagner | Micah Gunnell     | Foto di Lestat.                          |
| 71                | History of a Secret                         | Il destino di un giovane uomo.                                      |                               |                   |                                          |
| 72                | Past Experience                             | 11 febbraio 2008                                                    | J.T. Krul                     | Jason Badower     | Foto sul set di George Takei.            |
| 72                | Past Experience                             | Kimiko Nakamura impara una lezione da suo padre.                    |                               |                   |                                          |
| 73                | War Buddies, Part 7: Coming Home            | 18 febbraio 2008                                                    | John O'Hara                   | Micah Gunnell     | Foto sul set di Malcolm McDowell.        |
| 73                | War Buddies, Part 7: Coming Home            | Linderman torna dal Vietnam e incontra una donna.                   |                               |                   |                                          |
| 74                | Blindsided                                  | 25 febbraio 2008                                                    | Joe Pokaski                   | Michael Gaydos    | Foto di Jimmy Jean-Louis.                |
| 74                | Blindsided                                  | Noah Bennet ha una visione.                                         |                               |                   |                                          |
| 75                | A Lesson in Electricity                     | 3 marzo 2008                                                        | David Wohl                    | Micah Gunnell     | Foto di Ali Larter e Noah Gray-Cabey.    |
| 75                | A Lesson in Electricity                     |                                                                     |                               |                   |                                          |
| 76                | Pieces of Me                                | 11 marzo 2008                                                       | J.T. Krul                     | Robert Atkins     | Foto di Zachary Quinto.                  |
| 76                | Pieces of Me                                | Ryan Covington experiences a recurring dream.                       |                               |                   |                                          |
| 77                | On the Lam                                  | 18 marzo 2008                                                       | J.T. Krul                     | Eric Nguyen       | Foto di Malcolm McDowell.                |
| 77                | On the Lam                                  | Brian racconta la fuga da Linderman.                                |                               |                   |                                          |
| 78                | Bounty Hunter                               | 25 marzo 2008                                                       | R.D. Hall                     | Robert Atkins     | Foto di Adrian Pasdar.                   |
| 78                | Bounty Hunter                               | Linda Tavara e il suo notebook.                                     |                               |                   |                                          |
| 79                | Different and the Same                      | 31 marzo 2008                                                       | J.T. Krul                     | Micah Gunnell     | Foto di Jimmy Jean-Louis.                |
| 79                | Different and the Same                      | Piper apprende la verità nei suoi sogni.                            |                               |                   |                                          |
| 80                | Moonlight Serenade                          | 8 aprile 2008                                                       | R.D. Hall                     | Jason Badower     | Foto di Jack Coleman e Zachary Quinto.   |
| 80                | Moonlight Serenade                          | Linda scopre la sua capacità mortale.                               |                               |                   |                                          |
| 81                | Donna's Big Date, Part 1                    | 15 aprile 2008                                                      | Chuck Kim                     | Peter Steigerwald | Foto sul set di Hayden Panettiere.       |
| 81                | Donna's Big Date, Part 1                    | Donna Dunlap ha un impegno con la compagnia.                        |                               |                   |                                          |
| 82                | Donna's Big Date, Part 2: Replay            | 21 aprile 2008                                                      | Chuck Kim                     | Peter Steigerwald | Foto sul set di Dania Ramírez.           |
| 82                | Donna's Big Date, Part 2: Replay            | Donna apprende cose sulla compagnia.                                |                               |                   |                                          |
| 83                | Career Choices'                             | 28 aprile 2008                                                      | Chuck Kim                     | Michael Gaydos    | Foto sul set di Eric Roberts.            |
| 83                | Career Choices'                             | Il primo incarico di Donna.                                         |                               |                   |                                          |
| 84                | Trust Issues, Part 1                        | 5 maggio 2008                                                       | DJ Doyle                      | Robert Atkins     | Immagine di Donna Dunlap.                |
| 84                | Trust Issues, Part 1                        | Il giovane Thompson prova a scoprire il male della compagnia.       |                               |                   |                                          |
| 85                | Trust Issues, Part 2                        | 12 maggio 2008                                                      | DJ Doyle                      | Robert Atkins     | Foto sul set di Stephen Tobolowsky.      |
| 85                | Trust Issues, Part 2                        | Donna                                                               |                               |                   |                                          |
| 86                | Faces, Part 1                               | 19 maggio 2008                                                      | Mark Sable                    | Alitha Martinez   | Foto sul set di Rachel Kimsey.           |
| 86                | Faces, Part 1                               | Un agente poco attraente...                                         |                               |                   |                                          |
| 87                | Faces, Part 2                               | 26 maggio 2008                                                      | Mark Sable                    | Micah Gunnell     | Foto sul set di Cristine Rose.           |
| 87                | Faces, Part 2                               | Le conseguenze del dormire con un agente-collega.                   |                               |                   |                                          |
| 88                | Root and Branch, Part 1: The Big Bag and Ta | 2 giugno 2008                                                       | Oliver Grigsby                | Jason Badower     | Foto sul set di James Kyson Lee.         |
| 88                | Root and Branch, Part 1: The Big Bag and Ta | Una grande missione con dei cloni.                                  |                               |                   |                                          |
| 89                | Root and Branch, Part 2: Weeding Out        | 10 giugno 2008                                                      | Zach Craley                   | Jason Badower     | Foto di Masi Oka.                        |
| 89                | Root and Branch, Part 2: Weeding Out        | Il risultato della missione con i cloni.                            |                               |                   |                                          |
| 90                | Root and Branch, Part 3: Extraction         | 16 giugno 2008                                                      | Zach Craley & Oliver Grigsby  | Jason Badower     | Foto di Christopher Eccleston.           |
| 90                | Root and Branch, Part 3: Extraction         | Sabine Hazel aiuta Julien Dumont a fuggire.                         |                               |                   |                                          |
| 91                | Berlin, Part 1                              | 23 giugno 2008                                                      | Christopher Zatta             | Alitha Martinez   | Foto di Dana Davis.                      |
| 91                | Berlin, Part 1                              | Alla ricerca di Evs Dropper.                                        |                               |                   |                                          |
| 92                | Berlin, Part 2                              | 1º luglio 2008                                                      | Christopher Zatta             | Alitha Martinez   | Foto di Masi Oka.                        |
| 92                | Berlin, Part 2                              | La ricerca di Evs Dropper continua con un attacco a sorpresa.       |                               |                   |                                          |
| 93                | The Kill Squad, Part 1                      | 7 luglio 2008                                                       | Harrison Wilcox               | Michael Gaydos    | Foto sul set di Missy Peregrym.          |
| 93                | The Kill Squad, Part 1                      | Donna e Thompson vanni in missione in West Virginia.                |                               |                   |                                          |
| 94                | The Kill Squad, Part 2                      | 14 luglio 2008                                                      | Harrison Wilcox               | Michael Gaydos    | Foto sul set di Zachary Quinto.          |
| 94                | The Kill Squad, Part 2                      | Il risultato della missione.                                        |                               |                   |                                          |
| 95                | The Kill Squad, Part 3                      | 22 luglio 2008                                                      | Harrison Wilcox               | Micah Gunnell     | Foto di Leonard Roberts.                 |
| 95                | The Kill Squad, Part 3                      |                                                                     |                               |                   |                                          |
| 96                | 'Going Postal                               | 29 luglio 2008                                                      | Yule Caise                    | Marcus To         | Foto di Jack Coleman e Jimmy Jean-Louis. |
| 96                | 'Going Postal                               | Gli eventi dopo la cattura di Echo.                                 |                               |                   |                                          |
| 97                | Our Lady of Blessed Acceleration, Part 1    | 4 agosto 2008                                                       | Zach Craley                   | Micah Gunnell     | Foto di Brea Grant.                      |
| 97                | Our Lady of Blessed Acceleration, Part 1    | 2 mesi dopo che Evs Dropper si è infiltrato nella compagnia.        |                               |                   |                                          |
| 98                | Our Lady of Blessed Acceleration, Part 2    | 11 agosto 2008                                                      | Zach Craley                   | Micah Gunnell     | Foto di Ali Larter.                      |
| 98                | Our Lady of Blessed Acceleration, Part 2    | Daphne Millbrook va in Giappone per una rapina.                     |                               |                   |                                          |
| 99                | Hindsight                                   | 18 agosto 2008                                                      | Oliver Grigsby                | Alitha Martinez   | Foto di Elya Baskin.                     |
| 99                | Hindsight                                   | Gael contro Donna.                                                  |                               |                   |                                          |
| 100               | Foresight                                   | 25 agosto 2008                                                      | Zach Craley                   | Alitha Martinez   | Foto sul set di Greg Grunberg.           |
| 100               | Foresight                                   | Donna e Thompson provano a trovare Evs Dropper.                     |                               |                   |                                          |
| 101               | Into the Wild, Part 1                       | 1º settembre 2008                                                   | Timm Keppler and Jim Martin   | Jason Badower     | Foto sul set di Hayden Panettiere.       |
| 101               | Into the Wild, Part 1                       | L'identità di Evs Dropper è rivelata.                               |                               |                   |                                          |
| 102               | Into the Wild, Part 2                       | 8 settembre 2008                                                    | Timm Keppler                  | Jason Badower     | Foto sul set di Sendhil Ramamurthy.      |
| 102               | Into the Wild, Part 2                       | Il passato di Evs Dropper.                                          |                               |                   |                                          |
| 103               | Into the Wild, Part 3                       | 15 settembre 2008                                                   | Jim Martin                    | Jason Badower     | Foto del Cast.                           |
| 103               | Into the Wild, Part 3                       | La storia di Evs Dropper si conclude.                               |                               |                   |                                          |

## Terza stagione
I fumetti pubblicati durante la terza stagione di Heroes e nell'estate che ha preceduto la quarta.
| N°  | Titolo                                                 | Data di uscita                                                  | Storia                 | Disegni           | Easter Egg                                                            |
| --- | ------------------------------------------------------ | --------------------------------------------------------------- | ---------------------- | ----------------- | --------------------------------------------------------------------- |
| 104 | Dreams Until Death                                     | 22 settembre 2008                                               | Christopher Zatta      | Alitha Martinez   | Foto sul set di Zachary Quinto.                                       |
| 104 | Dreams Until Death                                     | L'agente della compagnia Gael Cruz.                             |                        |                   |                                                                       |
| 105 | The Sting of Injustice                                 | 29 settembre 2008                                               | Christopher Zatta      | Alitha Martinez   | Foto sul set di Zachary Quinto.                                       |
| 105 | The Sting of Injustice                                 | Come scappare dal livello 5.                                    |                        |                   |                                                                       |
| 106 | Resistance                                             | 7 ottobre 2008                                                  | Bill Hooper            | Micah Gunnell     | Foto sul set di Brea Grant.                                           |
| 106 | Resistance                                             | Cosa ha spinto Claire a cercare di uccidere Peter.              |                        |                   |                                                                       |
| 107 | Doyle                                                  | 13 ottobre 2008                                                 | Chuck Kim              | Marcus To         | Foto sul set di Sendhil Ramamurthy.                                   |
| 107 | Doyle                                                  | La cattura di Doyle.                                            |                        |                   |                                                                       |
| 108 | Sum Quod Sum, Part 1                                   | 20 ottobre 2008                                                 | Oliver Grisby          | Jason Badower     | Foto sul set di Robert Forster.                                       |
| 108 | Sum Quod Sum, Part 1                                   | Elle si fa aiutare da un amico.                                 |                        |                   |                                                                       |
| 109 | Sum Quod Sum, Part 2                                   | 27 ottobre 2008                                                 | Oliver Grisby          | Jason Badower     | Foto sul set di Sendhil Ramamurthy, Robert Forster, e Zachary Quinto. |
| 109 | Sum Quod Sum, Part 2                                   | Elle si fa assistere.                                           |                        |                   |                                                                       |
| 110 | Viewpoints                                             | 4 novembre 2008                                                 | Chuck Kim              | Alitha Martinez   | Foto sul set di Zachary Quinto, Hayden Panettiere, e Allan Arkush.    |
| 110 | Viewpoints                                             | La missione di Sylar.                                           |                        |                   |                                                                       |
| 111 | Playing With Fire                                      | 11 novembre 2008                                                | Zach Craley            | Michael Gaydos    | Foto sul set di Zachary Quinto.                                       |
| 111 | Playing With Fire                                      | L'infanzia di Meredith.                                         |                        |                   |                                                                       |
| 112 | Partners                                               | 18 novembre 2008                                                | Bill Hooper            | Dan Panosian      | Foto sul set di Milo Ventimiglia e Robert Forster.                    |
| 112 | Partners                                               | Noah Bennet e Meredith Gordon provano a scappare dal Livello 5. |                        |                   |                                                                       |
| 113 | The Caged Bird, Part 1                                 | 25 novembre 2008                                                | Timm Keppler           | Alitha Martinez   | Foto sul set di Sendhil Ramamurthy.                                   |
| 113 | The Caged Bird, Part 1                                 | La storia di Daphne Millbrook.                                  |                        |                   |                                                                       |
| 114 | The Caged Bird, Part 2                                 | 2 dicembre 2008                                                 | Timm Keppler           | Alitha Martinez   | Foto di Claire nell'episodio "L'eclissi"                              |
| 114 | The Caged Bird, Part 2                                 | La storia di Daphne continua.                                   |                        |                   |                                                                       |
| 115 | Truths                                                 | 9 dicembre 2008                                                 | Zach Craley            | Peter Steigerwald | Foto sul set di Masi Oka.                                             |
| 115 | Truths                                                 | Arthur Petrelli riflette sulla sua vita.                        |                        |                   |                                                                       |
| 116 | Stuck In The Middle                                    | 16 dicembre 2008                                                | Jim Martin             | Jason Badower     | Foto di Masi Oka e Garrett Masuda.                                    |
| 116 | Stuck In The Middle                                    | Ryan scopre la verità sulla Pinehearst.                         |                        |                   |                                                                       |
| 117 | Red Eye, Part 1                                        | 23 dicembre 2008                                                | J.T. Krul              | Marcus To         | Foto di Greg Grunberg.                                                |
| 117 | Red Eye, Part 1                                        | Vendetta del Kill Squad.                                        |                        |                   |                                                                       |
| 118 | Red Eye, Part 2                                        | 30 dicembre 2008                                                | David Wohl             | Marcus To         | Foto di Kristen Bell.                                                 |
| 118 | Red Eye, Part 2                                        | Scappare dal passato raramente porta al futuro.                 |                        |                   |                                                                       |
| 119 | Under The Bridge, Part 1                               | 6 gennaio 2009                                                  | Harrison Wilcox        | Dennis Calero     | Foto sul set di Masi Oka.                                             |
| 119 | Under The Bridge, Part 1                               | Sopravvivendo ad un incidente.                                  |                        |                   |                                                                       |
| 120 | Under The Bridge, Part 2                               | 13 gennaio 2009                                                 | Harrison Wilcox        | Dennis Calero     | Foto sul set di Jimmy Jean-Louis e Hayden Panettiere.                 |
| 120 | Under The Bridge, Part 2                               | In attesa di lanciarsi.                                         |                        |                   |                                                                       |
| 121 | What We Have Wrought                                   | 20 gennaio 2009                                                 | Joseph Robert Donnelly | Alitha Martinez   | Foto sul set di Hayden Panettiere e Milo Ventimiglia.                 |
| 121 | What We Have Wrought                                   | Mohinder è chiamato a riprodurre la formula.                    |                        |                   |                                                                       |
| 122 | Almost Famous                                          | 27 gennaio 2009                                                 | R.D. Hall              | Chris Cross       | Foto sul set di Greg Grunberg e Ntare Guma Mbaho Mwine.               |
| 122 | Almost Famous                                          | Parkman cerca di stare in disparte.                             |                        |                   |                                                                       |
| 123 | Out of Town...On Business                              | 3 febbraio 2009                                                 | Jim Martin             | Jason Badower     | Foto di Greg Grunberg, Brea Grant, e Ntare Guma Mbaho Mwine.          |
| 123 | Out of Town...On Business                              | Noah Bennet esce dagli "affari".                                |                        |                   |                                                                       |
| 124 | Libertad                                               | 10 febbraio 2009                                                | D.J. Doyle             | Marcus To         | Foto dell'episodio Trust and Blood.                                   |
| 124 | Libertad                                               | Claire viene chiamata da un amico misterioso.                   |                        |                   |                                                                       |
| 125 | The Swimmer                                            | 17 febbraio 2009                                                | D.J. Doyle             | Micah Gunnell     | Foto dell'episodio Building 26.                                       |
| 125 | The Swimmer                                            | Parte della storia di Alex Woolsley è rivelata.                 |                        |                   |                                                                       |
| 126 | Comrades, Part 1                                       | 24 febbraio 2009                                                | Christopher Zatta      | Michael Gaydos    | Foto dell'episodio Cold Wars.                                         |
| 126 | Comrades, Part 1                                       | Noah e Claude incontrano Ivan.                                  |                        |                   |                                                                       |
| 127 | Comrades, Part 2                                       | 3 marzo 2009                                                    | Christopher Zatta      | Michael Gaydos    | Foto dell'episodio Exposed.                                           |
| 127 | Comrades, Part 2                                       | Ivan causa problemi a Noah e Claude.                            |                        |                   |                                                                       |
| 128 | Puppet With No Strings                                 | 10 marzo 2009                                                   | Greg Beeman            | Edgar Delgado     | Foto di Zachary Quinto e John Glover.                                 |
| 128 | Puppet With No Strings                                 | Non c'è una buona fine per Doyle.                               |                        |                   |                                                                       |
| 129 | Hanging By a Thread                                    | 17 marzo 2009                                                   | Jim Martin             | Micah Gunnell     | Foto di Ando Masahashi in moto.                                       |
| 129 | Hanging By a Thread                                    | La verità di Rachel.                                            |                        |                   |                                                                       |
| 130 | Baby Power                                             | 24 marzo 2009                                                   | Yule Caise             | Michael Gaydos    | Foto sul set di Noah Bennet.                                          |
| 130 | Baby Power                                             | Hiro e Ando fanno esperienze da genitori.                       |                        |                   |                                                                       |
| 131 | Cog                                                    | 31 marzo 2009                                                   | Foz McDermott          | Jason Badower     | Foto sul set di Angela Petrelli nella cattedrale.                     |
| 131 | Cog                                                    | Agent Jenkins inizia la sua sfida.                              |                        |                   |                                                                       |
| 132 | Scenic Route                                           | 7 aprile 2009                                                   | Zach Craley            | Marcus To         | Foto sul set di Samson Gray.                                          |
| 132 | Scenic Route                                           | West e Alex chiedono l'aiuto di Mr. bennet.                     |                        |                   |                                                                       |
| 133 | Exodus                                                 | 14 aprile 2009                                                  | Bill Hooper            | Siya Oum          | Foto sul set di Cristine Rose.                                        |
| 133 | Exodus                                                 | Rachel esce dal party.                                          |                        |                   |                                                                       |
| 134 | One Good Hero                                          | 21 aprile 2009                                                  | Oliver Grigsby         | Michael Gaydos    | Foto sul set di Zachary Quinto.                                       |
| 134 | One Good Hero                                          | Salvando Nathan.                                                |                        |                   |                                                                       |
| 135 | The Natural Order of Things                            | 28 aprile 2009                                                  | Harrison Wilcox        | Phil Jimenez      | Foto sul set di Zachary Quinto.                                       |
| 135 | The Natural Order of Things                            | Un momento di riflessione.                                      |                        |                   |                                                                       |
| 136 | Rebellion, Part 1: Rebel Yell                          | 5 maggio 2009                                                   | Zach Craley            | Dennis Calero     | Foto sul set di Hayden Panettier e Željko Ivanek.                     |
| 136 | Rebellion, Part 1: Rebel Yell                          | A mezzanotte, Rebel.                                            |                        |                   |                                                                       |
| 137 | Rebellion, Part 2: Providence in the Fall of a Sparrow | 12 maggio 2009                                                  | Zach Craley            | Dennis Calero     | Foto sul set di Greg Grunberg e Brea Grant.                           |
| 137 | Rebellion, Part 2: Providence in the Fall of a Sparrow | Micah incontra Sparrow.                                         |                        |                   |                                                                       |
| 138 | Rebellion, Part 3: Family                              | 19 maggio 2009                                                  | Oliver Grigsby         | Jason Badower     | Foto sul set di Hayden Panettiere.                                    |
| 138 | Rebellion, Part 3: Family                              | Mentre una famiglia si sfalda, un'altra si forma.               |                        |                   |                                                                       |
| 139 | Rebellion, Part 4: Left Behind                         | 1º giugno 2009                                                  | Oliver Grigsby         | Jason Badower     | Foto sul set di Noah Gray-Cabey e Dana Davis.                         |
| 139 | Rebellion, Part 4: Left Behind                         | Micah.                                                          |                        |                   |                                                                       |
| 140 | Rebellion, Part 5: Wanted                              | 16 giugno 2009                                                  | Harrison Wilcox        | Jason Badower     | Foto sul set di Adrian Pasdar.                                        |
| 140 | Rebellion, Part 5: Wanted                              | Micah.                                                          |                        |                   |                                                                       |
| 141 | Rebellion, Part 6: Lost and Found                      | 14 luglio 2009                                                  | Timm Keppler           | Dennis Calero     | Foto sul set di Milo Ventimiglia e Cristine Rose.                     |
| 141 | Rebellion, Part 6: Lost and Found                      | Il piano di Micah per trovare Monica.                           |                        |                   |                                                                       |
| 142 | Rebellion, Part 7: The Liberation of Saint Joan        | 18 agosto 2009                                                  | Jim Martin             | Jason Badower     | Foto sul set di Zachary Quinto.                                       |
| 142 | Rebellion, Part 7: The Liberation of Saint Joan        | Micah alla ricerca di Monica.                                   |                        |                   |                                                                       |
| 143 | Ice Queen, Part 1                                      | 8 settembre 2009                                                | Harrison Wilcox        | Robert Atkins     | Foto sul set di Ali Larter e Ronald Guttman.                          |
| 143 | Ice Queen, Part 1                                      | È la vendetta di Tracy?                                         |                        |                   |                                                                       |
| 144 | Ice Queen, Part 2                                      | 15 settembre 2009                                               | Harrison Wilcox        | Robert Atkins     | Foto sul set di Ali Larter.                                           |
| 144 | Ice Queen, Part 2                                      | Le uccisioni di Tracy pesano sulla sua coscienza.               |                        |                   |                                                                       |

## Quarta stagione
I fumetti pubblicati durante e dopo la quarta stagione di Heroes.
| N°  | Titolo                                       | Data di uscita | Storia            | Disegni        | Easter Egg                                                                     |
| --- | -------------------------------------------- | --- | ----------------- | -------------- | ------------------------------------------------------------------------------ |
| 145 | Stolen Fate                                  | 22 settembre 2009 | Zach Craley       | Luis Puig      | Foto sul set di Robert Knepper, Dawn Olivieri, e Ray Park.                     |
| 145 | Stolen Fate                                  | Lydia e Hiro hanno del passato in comune.                                                                                         |                   |                |                                                                                |
| 146 | Running in Circles                           | 29 settembre 2009 | Zach Craley       | Micheal Gaydos | Foto sul set di Ali Larter e Ray Park                                          |
| 146 | Running in Circles                           | Edgar e Lydia condividono un legame segreto.                                                                                      |                   |                |                                                                                |
| 147 | Boom                                         | 6 ottobre 2009 | Foz McDermott     | Ryan Odagawa   | Foto sul set di Hayden Panettiere                                              |
| 147 | Boom                                         | HRG prova a salvare una giovane ragazza esplosiva.                                                                                |                   |                |                                                                                |
| 148 | Amanda's Journey, Part 1                     | 13 ottobre 2009 | Christopher Zatta | Siya Oum       | Foto sul set dei webisodi Slow Burn di Sasha Pieterse.                         |
| 148 | Amanda's Journey, Part 1                     | La capacità di Amanda di creare il fuoco la porta da Peter.                                                                       |                   |                |                                                                                |
| 149 | Amanda's Journey, Part 2                     | 20 ottobre 2009 | Christopher Zatta | Siya Oum       | Foto sul set di Ali Larter.                                                    |
| 149 | Amanda's Journey, Part 2                     | Tracy prova ad salvare Amanda da sé stessa.                                                                                       |                   |                |                                                                                |
| 150 | Yang & Yang                                  | 27 ottobre 2009 | Foz McDermott     | Ryan Odagawa   | Foto sul set di Jordon Dang, Mikey Kawata e Satomi Okuno.                      |
| 150 | Yang & Yang                                  | Al Luna Park, Amanda incontra Sylar.                                                                                              |                   |                |                                                                                |
| 151 | Smoke & Mirrors                              | 3 novembre 2009 | Erin Fitzgerald   | Micheal Gaydos | Foto sul set di Robert Knepper.                                                |
| 151 | Smoke & Mirrors                              | L'odissea di Amanda al Luna Park apre molti occhi.                                                                                |                   |                |                                                                                |
| 152 | The Painted Lady                             | 10 novembre 2009 | Oliver Grigsby    | Dennis Calero  | Foto sul set di Dawn Olivieri.                                                 |
| 152 | The Painted Lady                             | Lydia si sforza per portare Amanda all'interno della famiglia del Carnival.                                                       |                   |                |                                                                                |
| 153 | Prodigals, Part 1: Immersed                  | 17 novembre 2009 | Foz McDermott     | Dennis Calero  | Foto sul set di Milo Ventimiglia, Adrian Pasdar, Greg Grunberg e Bryan Spicer. |
| 153 | Prodigals, Part 1: Immersed                  | Tracy imbarca una missione segreta per Samuel.                                                                                    |                   |                |                                                                                |
| 154 | Prodigals, Part 2                            | 24 novembre 2009 | Foz McDermott     | Dennis Calero  | Foto sul set di Zachary Quinto.                                                |
| 154 | Prodigals, Part 2                            | Eli manda via dal Luna Park Tracy, per un destino incerto.                                                                        |                   |                |                                                                                |
| 155 | Prodigals, Part 3                            | 1º dicembre 2009 | Howie Kaplan      | Dennis Calero  | Foto sul set di Milo Ventimiglia e Adrian Pasdar.                              |
| 155 | Prodigals, Part 3                            | La missione di Tracy per Samuel prende una piega inaspettata.                                                                     |                   |                |                                                                                |
| 156 | Requiem for My Brother                       | 8 dicembre 2009 | Bill Hooper       | Ryan Odagawa   | Foto sul set di Danica Stewart.                                                |
| 156 | Requiem for My Brother                       | Uno sguardo al Senatore e a suo fratello.                                                                                         |                   |                |                                                                                |
| 157 | Bloodlines, Part 1                           | 15 dicembre 2009 | Zach Craley       | Siya Oum       | Foto sul set dei tatuaggi di Dawn Olivieri.                                    |
| 157 | Bloodlines, Part 1                           | Joseph ricerca la causa del potere di Samuel.                                                                                     |                   |                |                                                                                |
| 158 | Bloodlines, Part 2                           | 22 dicembre 2009 | Zach Craley       | Siya Oum       | Foto sul set di Željko Ivanek e Ray Park.                                      |
| 158 | Bloodlines, Part 2                           | Joseph si incontra con Danko. |                   |                |                                                                                |
| 159 | Starting Over                                | 28 dicembre 2009 | Erin Fitzgerald   | Ryan Odagawa   | Foto sul set di David H. Lawrence XVII.                                        |
| 159 | Starting Over                                | Il destino di Doyle è nelle mani di Samuel e Joseph.                                                                              |                   |                |                                                                                |
| 160 | The Trip, Part 1                             | 4 gennaio 2010 | Foz McDermott     | Jason Badower  | Foto sul set di Doug Haley e Julian De La Celle.                               |
| 160 | The Trip, Part 1                             | Il suo cervello "criptato" porta Hiro in uno strano, meraviglioso viaggio in Florida.                                             |                   |                |                                                                                |
| 161 | The Trip, Part 2                             | 12 gennaio 2010 | Jim Martin        | Jason Badower  | Foto sul set di Jack Coleman, Hayden Panettiere, e Milo Ventimiglia.           |
| 161 | The Trip, Part 2                             | L'odissea di Hiro continua. |                   |                |                                                                                |
| 162 | Second Chances                               | 19 gennaio 2010 | Oliver Grigsby    | Luis Puig      | Foto sul set di Sendhil Ramamurthy.                                            |
| 162 | Second Chances                               | Suresh può davvero ritirarsi e ricominciare una nuova vita con Mira?                                                              |                   |                |                                                                                |
| 163 | Reaching Out, Part 1                         | 26 gennaio 2010 | Oliver Grigsby    | Siya Oum       | Foto sul set di Robert Knepper.                                                |
| 163 | Reaching Out, Part 1                         | Lauren capisce che Tracy è l'unica speranza per fermare Samuel.                                                                   |                   |                |                                                                                |
| 164 | Reaching Out, Part 2                         | 2 febbraio 2010 | Oliver Grigsby    | Siya Oum       | Foto sul set di Sendhil Ramamurthy, James Kyson Lee e Masi Oka.                |
| 164 | Reaching Out, Part 2                         | Nonostante gli attacchi di Eli e Becky, Tracy trova la strada per il Luna Park.                                                   |                   |                |                                                                                |
| 165 | Consequences                                 | 9 febbraio 2010 | Zach Craley       | Ryan Odagawa   | Foto sul set del cast della prima stagione.                                    |
| 165 | Consequences                                 | Angela cerca di dare un senso a ciò per cui Samuel si è battuto per la sua famiglia.                                              |                   |                |                                                                                |
| 166 | From the Primatech Files (part 1 of 8): 1963 | 16 febbraio 2010 | Howie Kaplan      | Jason Badower  | Nessuno.                                                                       |
| 166 | From the Primatech Files (part 1 of 8): 1963 | I fondatori della Compagnia si sono riuniti al Greenwich Village, in occasione di un concerto folk, ma non sono lì per la musica. |                   |                |                                                                                |
| 167 | From the Primatech Files (part 2 of 8): 1963 | 1º marzo 2010 | Howie Kaplan      | Jason Badower  | Nessuno.                                                                       |
| 167 | From the Primatech Files (part 2 of 8): 1963 | I fondatori della Compagnia incontrano delle difficoltà.                                                                          |                   |                |                                                                                |
| 168 | From the Primatech Files (part 3 of 8): 1978 | 15 marzo 2010 | Foz McDermott     | Ryan Odagawa   | Nessuno.                                                                       |
| 168 | From the Primatech Files (part 3 of 8): 1978 | Cosa ha attirato Hiro alla centrale nucleare?                                                                                     |                   |                |                                                                                |
| 169 | From the Primatech Files (part 4 of 8): 1978 | 29 marzo 2010 | Foz McDermott     | Ryan Odagawa   | Nessuno.                                                                       |
| 169 | From the Primatech Files (part 4 of 8): 1978 | Che cosa è successo a Three Mile Island?                                                                                          |                   |                |                                                                                |
| 170 | From the Primatech Files (part 5 of 8): 1988 | 12 aprile 2010 | Erin Fitzgerald   | Jason Badower  | Nessuno.                                                                       |
| 170 | From the Primatech Files (part 5 of 8): 1988 | Hiro si teletrasporta nella Berlino del 1988 con Claude e Thompson, fascendo una scoperta scioccante.                             |                   |                |                                                                                |
| 171 | From the Primatech Files (part 6 of 8): 1988 | 26 aprile 2010 | Erin Fitzgerald   | Jason Badower  | Nessuno.                                                                       |
| 171 | From the Primatech Files (part 6 of 8): 1988 | Claude viene sopraffatto da un agente del KGB.                                                                                    |                   |                |                                                                                |
| 172 | From the Primatech Files (part 7 of 8): 1991 | 10 maggio 2010 | Zach Craley       | Ryan Odagawa   | Nessuno.                                                                       |
| 172 | From the Primatech Files (part 7 of 8): 1991 | Nel 1991 Bob Bishop inizia una serie di esperimenti su sua figlia Elle.                                                           |                   |                |                                                                                |
| 173 | From the Primatech Files (part 8 of 8): 1991 | 9 giugno 2010 | Zach Craley       | Ryan Odagawa   | Nessuno.                                                                       |
| 173 | From the Primatech Files (part 8 of 8): 1991 | Nel 1991, mentre Bob Bishop continua i suoi esperimenti su Elle, arriva il giorno del compleanno della bambina.                   |                   |                |                                                                                |